# Municipio de Washington (condado de Coshocton)
El municipio de Washington (en inglés: Washington Township) es un municipio ubicado en el condado de Coshocton, en el estado estadounidense de Ohio. Según el censo de 2020, tiene una población de 727 habitantes.
Abarca una zona mayoritariamente rural. 

## Geografía
El municipio de Washington se encuentra ubicado en las coordenadas 40°12′4″N 82°2′37″O / 40.20111, -82.04361. Según la Oficina del Censo de los Estados Unidos, el municipio tiene una superficie total de 62,35 km², de la cual 62,29 km² corresponden a tierra firme y (0,1 %) 0,06 km² es agua.

## Demografía
Según el censo de 2020, hay 727 personas residiendo en el municipio de Washington. La densidad de población es de 11,7 hab./km². El 95,05 % de los habitantes son blancos; el 1,10 % son afroamericanos; el 0,69 % son asiáticos; el 0,41 % son amerindios; el 0,28 % son isleños del Pacífico, y el 2,48 % son de una mezcla de razas. Del total de la población, el 1,65 % son hispanos o latinos de cualquier raza.

## Gobierno
El municipio está gobernado por una junta de tres administradores (trustees). Hay también un funcionario fiscal electo.